# 人文主义
人文主义（英語：Humanism），又译人本主义、人类主义、人道主义（译为人道主义时常与另一种人道主义（英語：Humanitarianism）混用）是一种基于理性和仁慈為哲学理论的世界观。作为一种生活哲学，人文主义从仁慈的人性获得启示，并通过理性推理来指导。
人文主义以理性推理为思想基础，以仁慈博爱为基本价值观。个人兴趣、尊严、思想自由、人与人之间的容忍和无暴力相处等，都是人文主义内涵范畴。同时，与人本主义心理学和人道主义关系密切。
除了一般无宗教的世俗人文主义外，也存在有宗教的人文主义，在各个主要宗教中，人文主义一般与该宗教的信仰和传统相结合。有些人文主义还认为，人有需要参加仪式和规则，并组织一些团体来满足这种需要。相比唯物主义，人文主义注重人的精神心灵；另一方面，人文主义注重理性。因此，有無神論的人文主义者认为，和理性精神相违背的神灵崇拜的宗教精神，并不是人文主义。

## 词源及定义
“humanism”一词来源于拉丁语的“人性”（humanitas）一词，后者最早由西塞罗用来描述与自由教育有关的价值观，在当时自由教育这一概念类似于今天的艺术、哲学、历史、文学。这个词在意大利文艺复兴时期以意大利语“umanista”再度出现，在十六世纪传入英语世界，不过当时这个词并非以humanism的形式描述思想，而是以humanist的形式代指一群研究和倡导基于古典文学的教育的人。19世纪早期，以“humanismus”的形式传入德语，之后再从德语以学术上的对古典文学的倡导及对非宗教性生活的追求这两种意义传回英语。“humanism”这一概念于不晚于1901年传入中国，而其对应的中文“人文主义”一词则最早出现于胡先骕翻译的《白璧德中西人文教育谈》一文（发表于《学衡》第三期，1922年）。
可能是巴伐利亚神学家弗里德里希·伊曼努尔·尼特哈默尔创造了人文主义一词，用以描述他计划在德国中学开设的古典學课程。不久后，格奥尔·沃伊特和雅各·布克哈特在内的一批学者采用了这个术语。在20世纪，这个词的含义被进一步完善，并被赋予了当代含义，即对生活的自然主义态度，关注人类的福祉和自由。

## 人文主义思想的历史

### 古希腊
古希腊在西方，古希腊的苏格拉底、柏拉图、亚里士多德等，也提出一些早期人文主义思想观点。

### 文艺复兴时期
現代生產方式出現，不但動搖中世紀社會基礎，而且確立個人價值，肯定現實生活意義，促進世俗文化發展，由此形成與宗教神權文化對立之思想——人文主義。人文主義肯定人是生活創造者和主人，他們要求文學藝術表現人的思想和感情，科學為人生謀福利，教育發展人的個性，即要求把思想、感情、智慧都從神學的束縛中解放出來。因此，人文主義的學者和藝術家提倡人性以反對神性，提倡人權以反對神權，提倡個性自由以反對人身依附。

### 现代
經历两次世界大战后，西方国家对人类自身反思越发明显。随着冷战开始，1960年代后，美国和西欧爆发一系列反传统运动和民权运动、女权运动、以及20世纪末崛起的LGBT权利运动後，西方國家趨向世俗化，無宗教信仰者的比例日益增加。人文主義的主張及理念，為無宗教信仰者提供一個近似宗教的信仰和價值觀。

### 引用
1. ↑  蔡仲; 肖雷波. . 《哲学动态》. 2011, (11): 79–81  [2021-03-26]. （原始内容存档于2020-08-02）.
2. ↑  杨寿堪. . 《北京师范大学学报 (人文社会科学版)》. 2001, 5: 92–98  [2021-03-26]. （原始内容存档于2022-02-01）.
3. ↑  胡翠娥. . 《中国科技术语》. 2020, 22 (4): 69  [2021-03-26]. （原始内容存档于2022-02-01）.
4. ↑  .   [2008-12-25]. （原始内容存档于2021-02-05）.
5. ↑  Mann 1996; Copson 2015，第1-2頁.
6. ↑  Copson 2015，第1–2頁; Fowler 1999，第18–19頁.
7. ↑  章, 可. . 复旦大学博士论文. 2009  [2021-08-26]. （原始内容存档于2022-02-02）.
8. ↑  钟, 谟智. . 四川外语学院学报. 1999, (02): 108–111  [2021-08-26]. ISSN 1003-3831. （原始内容存档于2022-02-01）. 因在文艺复兴时代非常重视古代文化(而不仅仅如字面所表示的文学、艺术),就垫上一个“文”字,故译作“人文主义”,这是本世纪二、三十年代才在中国出现的合成词。
9. ↑  Davies 1997，第9–10頁.
10. ↑  Copson 2015，第3–4頁.
11. ↑  . 高等教育出版社. 1998: 62.